# Anime năm 2022
| Anime theo năm |      |      |      |      |      |         |
| ...2019        | 2020 | 2021 | 2022 | 2023 | 2024 | 2025... |

Dưới đây danh sách anime (bao gồm anime truyền hình dài tập, phim anime điện ảnh chiếu rạp, ONA, OVA) ra mắt trong năm 2022.

## Phim điện ảnh
| Khởi chiếu  | Tựa đề                                                               | Thời lượng (phút) | Hãng sản xuất                                  | Đạo diễn                                    | Ng     |
| ----------- | -------------------------------------------------------------------- | ----------------- | ---------------------------------------------- | ------------------------------------------- | ------ |
| 1 tháng 1   | BanG Dream! Poppin'Dream!                                            | 71                | Sanzigen                                       | Kakimoto Kōdai (tổng) Uetaka Masanori       | [ 1 ]  |
| 28 tháng 1  | Những thiếu niên trong không gian (phần 1)                           |                   | Production +h                                  | Iso Mitsuo                                  | [ 2 ]  |
| 30 tháng 1  | Eien no 831                                                          | 105               | Craftar                                        | Kamiyama Kenji                              | [ 3 ]  |
| 4 tháng 2   | Shika no Ō: Yuna to Yakusoku no Tabi                                 | 114               | Production I.G                                 | Ando Masashi, Miyaji Masayuki               | [ 4 ]  |
| 4 tháng 2   | Uchū Senkan Yamato 2205 Aratanaru Tabidachi: Kōshō -Stasha-          | 102               | Satelight                                      | Yasuda Kenji                                | [ 5 ]  |
| 11 tháng 2  | Những thiếu niên trong không gian (phần 2)                           |                   | Production +h                                  | Iso Mitsuo                                  | [ 2 ]  |
| 18 tháng 2  | Fruits Basket -prelude-                                              | 88                | TMS Entertainment                              | Ibata Yoshihide                             | [ 6 ]  |
| 18 tháng 2  | Goodbye, Don Glees!                                                  | 95                | Madhouse                                       | Ishizuka Atsuko                             | [ 7 ]  |
| 25 tháng 2  | DEEMO Sakura no Oto - Anata no Kanadeta Oto ga, Ima mo Hibiku        | 89                | Signal.MD, Production I.G                      | Fujisaku Jun'ichi (tổng), Matsushita Shūhei | [ 8 ]  |
| 4 tháng 3   | Blue Thermal                                                         | 103               | Telecom Animation Film                         | Tachibana Masaki                            | [ 9 ]  |
| 4 tháng 3   | Doraemon: Nobita và cuộc chiến vũ trụ tí hon 2021                    | 108               | Shin-Ei Animation                              | Yamaguchi Susumu                            | [ 10 ] |
| 4 tháng 3   | Ensemble Stars!! Road to Show!!                                      | 72                | david production                               | Hishida Masakazu                            | [ 11 ] |
| 4 tháng 3   | Ginga Eiyū Densetsu: Die Neue These Gekitotsu (phần 1)               | 103               | Production I.G                                 | Tada Shunsuke                               | [ 12 ] |
| 18 tháng 3  | Oshiri Tantei Shiriarty                                              | 50                | Toei Animation                                 | Kado Yuriko                                 | [ 13 ] |
| 1 tháng 4   | Ginga Eiyū Densetsu: Die Neue These Gekitotsu (phần 2)               | 96                | Production I.G                                 | Tada Shunsuke                               | [ 12 ] |
| 1 tháng 4   | Odd Taxi: In the Woods                                               | 128               | OLM, P.I.C.S.                                  | Kinoshita Baku                              | [ 14 ] |
| 15 tháng 4  | Thám tử lừng danh Conan: Nàng dâu Halloween                          | 111               | TMS Entertainment                              | Mitsunaka Susumu                            | [ 15 ] |
| 22 tháng 4  | Shin – Cậu bé bút chì: Truyền thuyết nhẫn thuật Ninja                | 100               | Shin-Ei Animation                              | Hashimoto Masakazu                          | [ 16 ] |
| 22 tháng 4  | Free! The Final Stroke (phần 2)                                      | 106               | Kyoto Animation                                | Kawakami Eisaku                             | [ 17 ] |
| 29 tháng 4  | Re:cycle of Penguindrum – Kimi no ressha wa seizon senryaku (phần 1) | 124               | Lapin Track                                    | Ikuhara Kunihiko                            | [ 18 ] |
| 13 tháng 5  | Bubble                                                               | 100               | Wit Studio                                     | Araki Tetsuro                               | [ 19 ] |
| 13 tháng 5  | Ginga Eiyū Densetsu: Die Neue These Gekitotsu (phần 3)               | 93                | Production I.G                                 | Tada Shunsuke                               | [ 12 ] |
| 14 tháng 5  | Jewelpet Attack Travel!                                              | 23                | Ashi Productions                               | Negishi Hiroshi                             | [ 20 ] |
| 20 tháng 5  | Gotoubun no Hanayome                                                 | 130               | Bibury Animation Studios                       | Jinbo Masato                                | [ 21 ] |
| 20 tháng 5  | Toku Touken Ranbu Hanamaru: Setsugetsuka - Yuki no Maki              | 73                | Doga Kobo                                      | Naoya Takashi                               | [ 22 ] |
| 28 tháng 5  | Inu-Oh                                                               | 97                | Science SARU                                   | Yuasa Masaaki                               | [ 23 ] |
| 3 tháng 6   | Kidō Senshi Gundam: Cucuruz Doan's Island                            | 108               | Sunrise                                        | Yasuhiko Yoshikazu                          | [ 24 ] |
| 3 tháng 6   | Tongari Atama no Gonta                                               | 114               | Wao World                                      | Ishizawa Akio                               | [ 25 ] |
| 10 tháng 6  | Isekai Quartet ~Another World~                                       | 112               | Studio Puyukai                                 | Ashina Minoru                               | [ 26 ] |
| 10 tháng 6  | Gekijōban Karakai jōzu no Takagi-san                                 | 73                | Shin-Ei Animation                              | Akagi Hiroaki                               | [ 27 ] |
| 11 tháng 6  | Bảy viên ngọc rồng: Siêu anh hùng                                    | 99                | Toei Animation                                 | Kodama Tetsuro                              | [ 28 ] |
| 24 tháng 6  | Idol Bu Show                                                         | 64                | ORENDA, Amineworks                             | Kobayashi Shingo                            | [ 29 ] |
| 24 tháng 6  | Soreike! Anpanman: Dororin to Bakeru Carnival                        | 65                |                                                |                                             | [ 30 ] |
| 1 tháng 7   | Yuru Camp △                                                          | 120               | C-Station                                      | Kyougoku Yoshiaki                           | [ 31 ] |
| 2 tháng 7   | Bakuten!!                                                            | 90                | ZEXCS                                          | Kuroyanagi Toshimasa                        | [ 32 ] |
| 8 tháng 7   | Toku Touken Ranbu Hanamaru: Setsugetsuka - Tsuki no Maki             | 73                | Doga Kobo                                      | Koshida Tomoaki                             | [ 22 ] |
| 8 tháng 7   | Zannen na Ikimono no Jiten                                           | 90                | Fanworks                                       | Yoshimizu Kei, Iwata Naomi, Uchiyama Yūji   | [ 33 ] |
| 8 tháng 7   | Osomatsu-san: Hipipo-Zoku to Kagayaku Kajitsu                        | 68                | Pierrot                                        | Odaka Yoshinori                             | [ 34 ] |
| 15 tháng 7  | Genkijouban Aikatsu Planet!                                          | 43                | Bandai Namco Pictures                          | Kimura Ryuichi                              | [ 35 ] |
| 22 tháng 7  | Gundam G no Reconguista IV - Gekitou ni Sakebu Ai                    | 91                | Sunrise                                        | Tomino Yoshiyuki                            | [ 36 ] |
| 22 tháng 7  | Re:cycle of Penguindrum – Boku wa kimi o aishiteru (phần 2)          | 142               | Lapin Track                                    | Ikuhara Kunihiko                            | [ 37 ] |
| 5 tháng 8   | Gundam G no Reconguista V - Shisen wo Koete                          | 95                | Sunrise                                        | Tomino Yoshiyuki                            | [ 36 ] |
| 6 tháng 8   | One Piece Film: Red                                                  | 115               | Toei Animation                                 | Taniguchi Gorō                              | [ 38 ] |
| 19 tháng 8  | Tsurune: Hajimari no Issha                                           | 102               | Kyoto Animation                                | Yamamura Takuya                             | [ 39 ] |
| 1 tháng 9   | Toku Touken Ranbu Hanamaru: Setsugetsuka - Hana no Maki              |                   | Doga Kobo                                      | Noro Sumie                                  | [ 22 ] |
| 2 tháng 9   | Utano☆Prince-sama♪ Maji Love ST☆RISH Tours                           | 47                | A-1 Pictures                                   | Nagaoka Chika                               | [ 40 ] |
| 9 tháng 9   | Natsu e no Tunnel, Sayonara no Deguchi                               | 83                | CLAP                                           | Taguchi Tomohisa                            | [ 41 ] |
| 16 tháng 9  | Tòa nhà trôi dạt                                                     | 119               | Studio Colorido                                | Ishida Hiroyasu                             | [ 42 ] |
| 23 tháng 9  | Delicious Party♡Precure Yume Miru♡Okosama Lunch                      | 70                | Toei Animation                                 | Zako Akifumi                                | [ 43 ] |
| 7 tháng 10  | Nhắn gửi một tôi, người đã yêu em                                    | 102               | BAKKEN RECORD                                  | Matsumoto Jun                               | [ 44 ] |
| 7 tháng 10  | Nhắn gửi tất cả các em, những người tôi đã yêu                       | 98                | TMS Entertainment                              | Kasai Kenichi                               | [ 44 ] |
| 14 tháng 10 | Watashi ni tenshi ga maiorita! Precious Friends                      | 67                | Doga Kobo                                      | Hiramaki Daisuke                            | [ 45 ] |
| 21 tháng 10 | Bokura no Yoake                                                      | 120               | Zero-G                                         | Kurokawa Tomoyuki                           | [ 46 ] |
| 22 tháng 10 | Sword Art Online Progressive: Kuraki Yūyami no Scherzo               | 100               | A-1 Pictures                                   | Kōno Ayako                                  | [ 47 ] |
| 11 tháng 11 | Khóa chặt cửa nào Suzume                                             | 121               | CoMix Wave Films                               | Shinkai Makoto                              | [ 48 ] |
| 25 tháng 11 | Tensei-shitara Slime datta ken: Guren no Kizuna                      | 108               | 8-Bit                                          | Kikuchi Yasuhito                            | [ 49 ] |
| 3 tháng 12  | The First Slam Dunk                                                  | 124               | Toei Animation                                 | Takehiko Inoue                              | [ 50 ] |
| 9 tháng 12  | Kaiketsu Zorori: Lalala♪ Star Tanjō                                  | 70                | Bandai Namco Pictures, Ajia-do Animation Works | Ogata Takahide                              | [ 51 ] |
| 17 tháng 12 | Kaguya-sama: Cuộc chiến tỏ tình -Nụ hôn đầu không hồi kết-           | 96                | A-1 Pictures                                   | Hatakeyama Mamoru                           | [ 52 ] |
| 20 tháng 12 | Nanatsu no Taizai: Ensa no Edinburgh (phần 1)                        | 52                | Alfred Imageworks, Marvy Jack                  | Abe Noriyuki (tổng), Bob Shirahata          | [ 53 ] |
| 23 tháng 12 | Cô thành trong gương                                                 | 116               | A-1 Pictures                                   | Hara Keiichi                                | [ 54 ] |

## Phim truyền hình

### Tháng 1 – tháng 3
| Ngày phát sóng                | Tựa đề                                                                          | Tựa đề gốc                              | Số tập | Hãng sản xuất                     | Đạo diễn                                 | Ng     |
| ----------------------------- | ------------------------------------------------------------------------------- | --------------------------------------- | ------ | --------------------------------- | ---------------------------------------- | ------ |
| 5 tháng 1 – 30 tháng 3        | Cuộc phản công của nữ cảnh sát trong chiếc bốt nhỏ                              | Hakozume: Kōban joshi no gyakushū       | 13     | Madhouse                          | Sato Yuzo                                | [ 55 ] |
| 5 tháng 1 – 23 tháng 2        | Irodorimidori                                                                   |                                         | 8      | Akatsuki                          | Tanaka Chihaya                           | [ 56 ] |
| 5 tháng 1 – 23 tháng 3        | Leadale no daichi nite                                                          |                                         | 12     | Maho Film                         | Yanase Takeyuki                          | [ 57 ] |
| 6 tháng 1 – 31 tháng 3        | Tây Du Ký RELOAD - ZEROIN                                                       | Saiyuki RELOAD -ZEROIN-                 | 13     | LIDENFILMS                        | Takada Misato                            | [ 58 ] |
| 6 tháng 1 – 24 tháng 3        | Orient (phần 1)                                                                 |                                         | 12     | ACGT                              | Yanagisawa Tetsuya                       | [ 59 ] |
| 6 tháng 1 – 7 tháng 4         | Tokyo 24-ku                                                                     |                                         | 12     | CloverWorks                       | Tsuda Naokatsu                           | [ 60 ] |
| 7 tháng 1 – 26 tháng 3        | Girls' Frontline                                                                | Dolls' Frontline                        | 12     | Asahi Production                  | Ueda Shigeru                             | [ 61 ] |
| 7 tháng 1 – 18 tháng 3        | Shūmatsu no Harem                                                               |                                         | 11     | Studio Gokumi AXsiZ               | Nobuta Yuu                               | [ 62 ] |
| 7 tháng 1 – 25 tháng 3        | Slow Loop                                                                       |                                         | 12     | CONNECT                           | Akitaya Noriaki                          | [ 63 ] |
| 8 tháng 1 - 25 tháng 6        | CUE!                                                                            |                                         | 24     | Graphinica, Yumeta Company        | Katagai Shin                             | [ 64 ] |
| 8 tháng 1 – 26 tháng 3        | Cuộc phiêu lưu kì lạ của JoJo: Đại dương đá (phần 1)                            | JoJo no kimyō na bōken: Stone Ocean     | 12     | david production                  | Suzuki Kenichi (tổng), Kato Toshiyuki    | [ 65 ] |
| 8 tháng 1 – 26 tháng 3        | Nhất quỷ nhì ma, thứ ba Takagi 3                                                | Karakai jōzu no Takagi-san 3            | 12     | Shin-Ei Animation                 | Akagi Hiroaki                            | [ 66 ] |
| 8 tháng 1 –                   | Ninjala                                                                         |                                         |        | OLM                               | Kanbe Mamoru                             | [ 67 ] |
| 8 tháng 1 – 26 tháng 3        | Shikkaku mon no saikyou kenja                                                   |                                         | 12     | J.C.Staff                         | Akitaya Noriaki                          | [ 68 ] |
| 9 tháng 1 – 27 tháng 3        | Akebi-chan no Sailor-fuku                                                       |                                         | 12     | CloverWorks                       | Kuroki Miyuki                            | [ 69 ] |
| 9 tháng 1 – 26 tháng 6        | Baraou no souretsu                                                              |                                         | 24     | J.C.Staff                         | Suzuki Kentarō                           | [ 70 ] |
| 9 tháng 1 – 3 tháng 4         | Genjitsushugi Yūsha no Ōkoku Saikenki (phần 2)                                  |                                         | 13     | J.C.Staff                         | Watanabe Takashi                         | [ 71 ] |
| 9 tháng 1 – 27 tháng 3        | Futsal Boys!!!!!                                                                |                                         | 12     | diomedéa                          | Hiiro Yukina                             | [ 72 ] |
| 9 tháng 1 – 3 tháng 4         | Kaijin Kaihatsubu no Kuroitsu-san                                               |                                         | 12     | Quad                              | Saito Hisashi                            | [ 73 ] |
| 9 tháng 1 – 27 tháng 3        | On Air Dekinai!                                                                 |                                         | 12     | Jinnan Studio, Space Neko Company | Aoki Jun                                 | [ 74 ] |
| 9 tháng 1 – 26 tháng 3        | Sabiiro no Armor                                                                |                                         | 12     | Kigumi                            | Kawahara Shinmei                         | [ 75 ] |
| 9 tháng 1 – 27 tháng 3        | Sono Bisque Doll wa koi o suru                                                  |                                         | 12     | CloverWorks                       | Shinohara Keisuke                        | [ 76 ] |
| 9 tháng 1 – 3 tháng 4         | Ám kịch S10                                                                     | Yamishibai 10                           | 13     | ILCA                              |                                          | [ 77 ] |
| 10 tháng 1 – 28 tháng 3       | Hanma Baki                                                                      |                                         | 12     | TMS Entertainment                 | Hirano Toshiki                           | [ 78 ] |
| 10 tháng 1 – 18 tháng 3       | Gal-gaku. II: Lucky Stars                                                       |                                         | 50     | OLM Team Kato                     | Nakata Makoto                            | [ 79 ] |
| 10 tháng 1 – 4 tháng 4        | Đại Chiến Titan S4 (phần 2)                                                     | Shingeki no Kyojin: The Final Season    | 12     | MAPPA                             | Shishido Jun (tổng), Hayashi Yūichirō    | [ 80 ] |
| 10 tháng 1 – 28 tháng 3       | Sasaki to Miyano: Sotsugyo-hen                                                  |                                         | 12     | Studio Deen                       | Ishihara Shinji                          | [ 81 ] |
| 10 tháng 1 – 28 tháng 3       | Tribe Nine                                                                      |                                         | 12     | LIDENFILMS                        | Aoki Yū                                  | [ 82 ] |
| 11 tháng 1 – 29 tháng 3       | Gensou Sangokushi: Tengen Reishinki                                             |                                         | 12     | Geek Toys                         | Machitani Shunsuke                       | [ 83 ] |
| 11 tháng 1 – 29 tháng 3       | Princess Connect! Re:Dive (mùa 2)                                               |                                         | 12     | CygamesPictures                   | Kanasaki Takaomi                         | [ 84 ] |
| 11 tháng 1 – 29 tháng 3       | Bisco - Kẻ ăn rỉ sét                                                            | Sabikui Bisco                           | 12     | OZ                                | Ikariya Atsushi                          | [ 85 ] |
| 11 tháng 1 – 29 tháng 3       | Hoàng tử thiên tài – Hành trình gây dựng lại đất nước đang lâm nguy             | Tensai ouji no akaji kokka saisei jutsu | 12     | Yokohama Animation Laboratory     | Tamagawa Masato                          | [ 86 ] |
| 12 tháng 1 – 30 tháng 3       | Fantasy bishōjo juniku ojisan to                                                |                                         | 12     | OLM Team Yoshioka                 | Yamai Sayaka                             | [ 87 ] |
| 12 tháng 1 – 30 tháng 3       | Hiền giả tự xưng là đồ đệ hiền giả tại dị giới                                  | Kenja no deshi o nanoru kenja           | 12     | Studio A-Cat                      | Motonaga Keitaro                         | [ 88 ] |
| 13 tháng 1 – 31 tháng 3       | Arifureta shokugyou de sekaisaikyou 2nd season                                  |                                         | 12     | asread. Studio Mother             | Iwanaga Akira                            | [ 89 ] |
| 13 tháng 1 – 24 tháng 3       | Heike Monogatari                                                                |                                         | 11     | Science SARU                      | Yamada Naoko                             | [ 90 ] |
| 13 tháng 1 – 31 tháng 3       | Koroshi Ai                                                                      |                                         | 12     | Platinum Vision                   | Ōba Hideaki                              | [ 91 ] |
| 13 tháng 1 – 17 tháng 3       | Petit Sekai                                                                     |                                         | 10     | Scooter Films                     |                                          | [ 92 ] |
| 14 tháng 1 – 12 tháng 8       | Atasha kawajiri kodama da yo                                                    |                                         | 24     | Lapin Track                       | Kaneko Shingo                            | [ 93 ] |
| 15 tháng 1 – 2 tháng 4        | Vanitas no Carte (phần 2)                                                       |                                         | 12     | Bones                             | Tomoyuki Itamura                         | [ 94 ] |
| 21 tháng 1 – 19 tháng 1, 2023 | Ohiru no Shocker-san                                                            |                                         | 50     | Kachidoki Studio                  | Namiki Hiroshi                           | [ 95 ] |
| 30 tháng 1 – 17 tháng 4       | Ryman's Club                                                                    |                                         | 12     | LIDENFILMS                        | Yamauchi Aimi                            | [ 96 ] |
| 4 tháng 2                     | Hairpin Double                                                                  |                                         | 1      | Felix Film, GA-CREW.              | Naka Tomohito                            | [ 97 ] |
| 6 tháng 2 - 29 tháng 1, 2023  | Delicious Party♡Precure                                                         |                                         | 45     | Toei Animation                    | Fukazawa Toshinori                       | [ 98 ] |
| 10 tháng 3 – 17 tháng 3       | BanG Dream! Girls Band Party! 5th Anniversary Animation -CiRCLE THANKS PARTY！- |                                         | 2      | Sanzigen                          | Kakimoto Hirohiro (tổng), Hiroshi Morita | [ 99 ] |

### Tháng 4 – tháng 6
| Phát sóng                    | Tựa đề                                                                               | Tựa đề gốc                                        | Số tập | Hãng sản xuất                       | Đạo diễn                                    | Ng      |
| ---------------------------- | ------------------------------------------------------------------------------------ | ------------------------------------------------- | ------ | ----------------------------------- | ------------------------------------------- | ------- |
| 1 tháng 4 - 1 tháng 9        | Bakugan: Evolutions                                                                  |                                                   | 26     | TMS Entertainment                   | Okamoto Hideki                              | [ 100 ] |
| 2 tháng 4 – 18 tháng 6       | Aharen-san wa Hakarenai                                                              |                                                   | 12     | Felix Film                          | Yamamoto Yasutaka (tổng) Makino Tomoe       | [ 101 ] |
| 2 tháng 4 - 25 tháng 6       | Gunjō no Fanfare                                                                     |                                                   | 13     | Lay-duce                            | Katō Makoto                                 | [ 102 ] |
| 2 tháng 4 – 18 tháng 6       | Jantama Pong☆                                                                        |                                                   | 12     | Scooter Films                       | Morii Kenshirō                              | [ 103 ] |
| 2 tháng 4 - 24 tháng 9       | Love All Play                                                                        |                                                   | 24     | OLM Team Yoshioka, Nippon Animation | Takeuchi Hiroshi                            | [ 104 ] |
| 2 tháng 4 – 25 tháng 6       | Love Live! Nijigasaki Gakuen School Idol Doukoukai (mùa 2)                           |                                                   | 13     | Sunrise                             | Kawamura Tomoyuki                           | [ 105 ] |
| 2 tháng 4 – 18 tháng 6       | Rikei ga koi ni ochita no de shōmei shite mita. r=1-sinθ                             |                                                   | 12     | Zero-G                              | Kitahata Toru                               | [ 106 ] |
| 2 tháng 4 - 25 tháng 3, 2023 | Shadowverse F                                                                        |                                                   | 50     | Zexcs                               | Kawaguchi Keiichiro                         | [ 107 ] |
| 2 tháng 4 – 18 tháng 6       | Shokei Shōjo no Virgin Road                                                          |                                                   | 12     | J.C.Staff                           | Kawashiki Yoshiki                           | [ 108 ] |
| 2 tháng 4 – 11 tháng 6       | Yatogame-chan Kansatsu Nikki 4                                                       |                                                   | 10     | Hayabusa Film                       | Kawashiki Yoshiki                           | [ 109 ] |
| 3 tháng 4 – 19 tháng 6       | Black Rock Shooter: Dawn Fall                                                        |                                                   | 12     | Bibury Animation Studios            | Tensho                                      | [ 110 ] |
| 3 tháng 4 – 26 tháng 6       | Build Divide -#FFFFFF- (Code White)                                                  |                                                   | 12     | LIDENFILMS                          | Komada Yuki                                 | [ 111 ] |
| 3 tháng 4 - 26 tháng 3, 2023 | Cap Kakumei Bottleman DX                                                             |                                                   | 51     | Gaina                               | Kawasaki Itsuro                             | [ 112 ] |
| 3 tháng 4 – 19 tháng 6       | Otomege sekai wa Mob ni kibishii sekai desu                                          |                                                   | 12     | ENGI                                | Miura Kazuya, Fukumoto Shinichi             | [ 113 ] |
| 3 tháng 4                    | Yu-Gi-Oh! Go Rush!!                                                                  |                                                   |        | Bridge                              | Kondo Nobuhiro                              | [ 114 ] |
| 4 tháng 4                    | Chiikawa                                                                             |                                                   |        | Doga Kobo                           | Mihara Takenori                             | [ 115 ] |
| 4 tháng 4 – 20 tháng 6       | Healer Girl                                                                          |                                                   | 12     | Studio 3Hz                          | Irie Yasuhiro                               | [ 116 ] |
| 4 tháng 4                    | Maigia Record: Mahō Shōjo Madoka Magica Gaiden Final Season - Asaki Yume no Akatsuki |                                                   | 4      | SHAFT                               | Gekidan Inu Curry (tổng), Miyamoto Yukihiro | [ 117 ] |
| 4 tháng 4 – 29 tháng 8       | Insect Land                                                                          |                                                   | 22     | TMS Entertainment, TMS Jinni's      | Kawagoe Jun                                 | [ 118 ] |
| 5 tháng 4 – 28 tháng 6       | Birdie Wing -Golf Girls' Story-                                                      |                                                   | 13     | Bandai Namco Pictures               | Inagaki Takayuki                            | [ 119 ] |
| 5 tháng 4 – 10 tháng 5       | Thám tử lừng danh Conan: Giờ trà của Zero                                            | Meitantei Conan: Zero no Tea Time                 | 6      | TMS Entertainment                   | Kosaka Tomochi                              | [ 120 ] |
| 5 tháng 4 – 21 tháng 6       | Paripi Kōmei                                                                         |                                                   | 12     | P.A.Works                           | Honma Osamu                                 | [ 121 ] |
| 5 tháng 4 – 21 tháng 6       | Yūsha, Yamemasu                                                                      |                                                   | 12     | EMT Squared                         | Nobuta Yuu (tổng), Ishii Hisashi            | [ 122 ] |
| 6 tháng 4 – 22 tháng 6       | Deaimon                                                                              |                                                   | 12     | Encourage Films                     | Oizaki Fumitoshi                            | [ 123 ] |
| 6 tháng 4 - 21 tháng 9       | Motto! Majime ni Fumajime Kaiketsu Zorori 3                                          |                                                   | 25     | Bandai Namco Pictures, Ajiado       | Ogata Takahide                              | [ 124 ] |
| 6 tháng 4 – 22 tháng 6       | RPG Fudōsan                                                                          |                                                   | 12     | Doga Kobo                           | Koshida Tomoaki                             | [ 125 ] |
| 6 tháng 4 – 22 tháng 6       | Đại ma vương mạnh nhất lịch sử chuyển sinh thành dân làng A                          | Shijō saikyō no daimaō, murabito a ni tensei suru | 12     | SILVER LINK, BLADE                  | Minato Mirai                                | [ 126 ] |
| 6 tháng 4 – 22 tháng 6       | Tomodachi Game                                                                       |                                                   | 12     | Okuru to Noboru                     | Ogura Hirofumi                              | [ 127 ] |
| 6 tháng 4 – 22 tháng 6       | Tate no Yūsha no Nariagari Season 2                                                  |                                                   | 12     | Kinema Citrus, DR Movie             | Jinbo Masato                                | [ 128 ] |
| 7 tháng 4 – 23 tháng 6       | Estab-Life: Great Escape                                                             |                                                   | 12     | Polygon Pictures                    | Hashimoto Hiroyuki                          | [ 129 ] |
| 7 tháng 4 – 23 tháng 6       | Hiệp sĩ xương trên đường du hành đến thế giới khác                                   | Gaikotsu kishi-sama, tadaima isekai e odekakechū  | 12     | Studio Kai, HORNETS                 | Ono Katsumi                                 | [ 130 ] |
| 7 tháng 4 – 23 tháng 6       | Heroine Tarumono!                                                                    |                                                   | 12     | Lay-duce                            | Hamoto Noriko                               | [ 131 ] |
| 7 tháng 4 – 23 tháng 6       | Komi không thể giao tiếp (mùa 2)                                                     | Komi-san wa, komyu-shō desu.                      | 12     | OLM Team Kojima                     | Watanabe Ayumu (tổng), Kawagoe Kazuki       | [ 132 ] |
| 7 tháng 4 – 23 tháng 6       | Shachiku-san wa Yōjo Yuurei ni Iyasaretai.                                           |                                                   | 12     | project No.9                        | Nabara Kū                                   | [ 133 ] |
| 8 tháng 4 – 24 tháng 6       | Date A Live IV                                                                       |                                                   | 12     | Geek Toys                           | Nakagawa Jun                                | [ 134 ] |
| 8 tháng 4 – 24 tháng 6       | Koi wa sekai seifuku no ato de                                                       |                                                   | 12     | project No.9                        | Iwata Kazuya                                | [ 135 ] |
| 8 tháng 4 – 1 tháng 7        | Nữ quỷ nhà bên (mùa 2)                                                               | Machikado Mazoku 2-Chōme                          | 12     | J.C.Staff                           | Sakurai Hiroaki                             | [ 136 ] |
| 8 tháng 4 – 1 tháng 7        | Bình minh của phù thủy                                                               | Mahōtsukai Reimeiki                               | 12     | Tezuka Productions                  | Kuwabara Satoshi                            | [ 137 ] |
| 9 tháng 4 - 24 tháng 9       | Aoashi                                                                               |                                                   | 24     | Production I.G                      | Sato Akira                                  | [ 138 ] |
| 9 tháng 4 – 17 tháng 6       | Dance Dance Danseur                                                                  |                                                   | 11     | MAPPA                               | Sakai Munehisa                              | [ 139 ] |
| 9 tháng 4 – 25 tháng 6       | Kaguya-sama: Cuộc chiến tỏ tình - Ultra Romantic                                     | Kaguya-sama wa Kokurasetai -Ultra Romantic-       | 12     | A-1 Pictures                        | Hatakeyama Mamoru                           | [ 140 ] |
| 9 tháng 4 – 9 tháng 7        | Shikimori-san của tôi không chỉ dễ thương                                            | Kawaii dake ja Nai Shikimori-san                  | 12     | Doga Kobo                           | Itou Ryota                                  | [ 141 ] |
| 9 tháng 4 – 25 tháng 6       | Spy × Family (phần 1)                                                                |                                                   | 12     | Wit Studio, CloverWorks             | Furuhashi Kazuhiro                          | [ 142 ] |
| 10 tháng 4 - 2 tháng 10      | Vương giả thiên hạ (mùa 4)                                                           | Kingdom                                           |        | Pierrot, St.Signpost                | Imaizumi Kenichi                            | [ 143 ] |
| 10 tháng 4 – 26 tháng 6      | Kono Healer, Mendokusai                                                              |                                                   | 12     | Jumondo                             | Nakanishi Nobuaki                           | [ 144 ] |
| 10 tháng 4 – 3 tháng 7       | Kunoichi Tsubaki no Mune no Uchi                                                     |                                                   | 13     | CloverWorks                         | Kadochi Takuhiro                            | [ 145 ] |
| 11 tháng 4 – 13 tháng 6      | Cuộc nổi dậy của cô gái mọt sách (mùa 3)                                             | Honzuki no Gekokujō                               | 10     | Ajiadō                              | Hongo Mitsuru                               | [ 146 ] |
| 11 tháng 4 – 1 tháng 7       | Onipan!                                                                              |                                                   | 12     | Wit Studio                          | Outa Masahiko                               | [ 147 ] |
| 12 tháng 4 – 28 tháng 6      | Kyōkai Senki (phần 2)                                                                |                                                   | 12     | Sunrise Beyond                      | Habara Nobuyoshi                            | [ 148 ] |
| 13 tháng 4 – 29 tháng 6      | Kaginado S2                                                                          |                                                   | 12     | Liden Films Kyoto Studio            | Sakamoto Kazuya                             | [ 149 ] |
| 15 tháng 4 - 30 tháng 9      | Summertime Render                                                                    |                                                   | 25     | OLM                                 | Watanabe Ayumu                              | [ 150 ] |
| 24 tháng 4 - 2 tháng 10      | Kakkō no Iinazuke                                                                    |                                                   | 24     | Shin-Ei Animation, SynergySP        | Akagi Hiroaki (tổng) Shiharata Yoshiyuki    | [ 151 ] |
| 17 tháng 5 – 31 tháng 5      | Shin Ikki Tōsen                                                                      |                                                   | 3      | Arms                                | Kujo Rion                                   | [ 152 ] |

### Tháng 7 – tháng 9
| Phát sóng                     | Tựa đề                                                         | Tựa đề gốc                                        | Số tập | Hãng sản xuất                                 | Đạo diễn                                                   | Ng      |
| ----------------------------- | -------------------------------------------------------------- | ------------------------------------------------- | ------ | --------------------------------------------- | ---------------------------------------------------------- | ------- |
| 2 tháng 7 - 17 tháng 9        | iii icecrin 2                                                  |                                                   | 12     | Shin-Ei Animation                             | Matsumura Juria                                            | [ 153 ] |
| 2 tháng 7 – 3 tháng 9         | Bóng ma thần tượng                                             | Kami Kuzu Idol                                    | 10     | Studio Gokumi                                 | Fukuoka Daisei                                             | [ 154 ] |
| 2 tháng 7 - 17 tháng 9        | Bạn gái thuê (mùa 2)                                           | Kanojo, okarishimasu                              | 12     | TMS Entertainment                             | Koga Kazuomi                                               | [ 155 ] |
| 2 tháng 7 - 24 tháng 9        | Quán cà phê bất ổn                                             | Lycoris Recoil                                    | 13     | A-1 Pictures                                  | Adachi Shingo                                              | [ 156 ] |
| 2 tháng 7 - 17 tháng 9        | Musashino!                                                     |                                                   | 12     | A-Real                                        | Ishibashi Mitsuyuki                                        | [ 157 ] |
| 2 tháng 7 - 24 tháng 9        | Shoot! Mở lối tương lai                                        | Shoot! Goal to the Future                         | 13     | EMT Squared                                   | Nakamura Noriyuki                                          | [ 158 ] |
| 2 tháng 7 - 24 tháng 9        | Teppen!!!: Cười ra nước mắt                                    | Teppen!!!                                         | 12     | Drive                                         | Takamatsu Shinji                                           | [ 159 ] |
| 3 tháng 7 - 25 tháng 9        | Engage Kiss                                                    |                                                   | 13     | A-1 Pictures                                  | Tanaka Tomoya                                              | [ 160 ] |
| 3 tháng 7 - 25 tháng 9        | Đội âm nhạc ma pháp liên minh hàng không không quân            | Renmei Kūgun Kōkū Mahō Ongakutai Luminous Witches | 12     | SHAFT                                         | Saeki Shoujo                                               | [ 161 ] |
| 3 tháng 7 - 18 tháng 9        | RWBY: Hyōsetsu Teikoku                                         |                                                   | 12     | Shaft                                         | Suzuki Toshimasa                                           | [ 162 ] |
| 3 tháng 7 - 25 tháng 12       | Utawarerumono: Mặt nạ của sự thật                              | Utawarerumono: Futari no Hakuoro                  | 28     | White Fox                                     | Kawamura Kenichi                                           | [ 163 ] |
| 3 tháng 7 - 18 tháng 9        | Yurei Deco                                                     |                                                   | 12     | Science SARU                                  | Shimoyama Tomohisa                                         | [ 164 ] |
| 4 tháng 7 - 12 tháng 9        | Cuộc sống tại dị giới của hiền giả tái sinh                    | Tensei Kenja no Isekai Life                       | 12     | REVOROOT                                      | Kojima Keisuke                                             | [ 165 ] |
| 4 tháng 7 - 26 tháng 9        | Chào mừng đến với lớp học đề cao thực lực Season 2             | Yōkoso jitsuryoku shijō shugi no kyōshitsu e      | 13     | Lerche                                        | Hashimoto Hiroyuki & Kishi Seiji (tổng), Nishōji Yoshihito | [ 166 ] |
| 5 tháng 7 - 27 tháng 9        | Đấu bài!! Vanguard will+Dress                                  | Cardfight!! Vanguard will+Dress                   |        | Kinema Citrus, Gift-o’-Animation, Studio Jemi | Mori Ken                                                   | [ 167 ] |
| 5 tháng 7 - 20 tháng 9        | Kinsō no Vermeil                                               |                                                   | 12     | Starple Entertainment                         | Naoya Takashi                                              | [ 168 ] |
| 5 tháng 7 - 27 tháng 9        | Lạc vào thế giới game IV                                       | Overlord IV                                       | 13     | Madhouse                                      | Itou Naoyuki                                               | [ 169 ] |
| 6 tháng 7 - 21 tháng 9        | Đứa con mà mẹ kế dẫn về từng là bạn gái cũ                     | Mamahaha no tsurego ga motokano datta             | 12     | project No.9                                  | Yanagi Shinsuke                                            | [ 170 ] |
| 6 tháng 7 - 28 tháng 9        | Made in Abyss: Thị trấn vàng trong ngày nắng thiêu đốt         | Made in Abyss: Retsujitsu no Ōgonkyō              | 12     | Kinema Citrus                                 | Kojima Masayuki                                            | [ 171 ] |
| 6 tháng 7 - 21 tháng 9        | Lập harem chốn mê cung tại dị giới                             | Isekai Meikyū de Harem o                          | 12     | Passione                                      | Tatsuwa Naoyuki                                            | [ 172 ] |
| 6 tháng 7 - 8 tháng 3, 2023   | Chú tôi trở về từ dị giới                                      | Isekai Ojisan                                     | 13     | Atelier Pontdarc                              | Kawai Shigeki                                              | [ 173 ] |
| 6 tháng 7 – 21 tháng 9        | Jashin phi cước X                                              | Jashin-chan Dropkick! X                           | 12     | Nomad                                         | Yamada Taku                                                | [ 174 ] |
| 6 tháng 7 - 21 tháng 9        | Tokyo Meo Meo Mới                                              | Tokyo Mew Mew New                                 | 12     | Yumeta Company, Graphinica                    | Takahiro Natori                                            | [ 175 ] |
| 6 tháng 7 - 21 tháng 9        | Nụ cười của Arsnotoria                                         | Warau Arsnotoria Sun!                             | 12     | LIDENFILMS                                    | Tatsuwa Naoyuki                                            | [ 176 ] |
| 7 tháng 7 - 23 tháng 9        | Dù vậy thì Ayumu vẫn sẽ tiếp cận                               | Soredemo Ayumu wa Yosetekuru                      |        | Silver Link                                   | Minato Mirai                                               | [ 177 ] |
| 7 tháng 7 - 22 tháng 9        | Con gái ông trùm và người giám hộ                              | Kumichō musume to seiwagakari                     | 12     | feel., Gaina                                  | Kawasaki Itsuro                                            | [ 178 ] |
| 7 tháng 7 - 29 tháng 9        | Shin Tennis no Ōji-sama: U-17 World Cup                        |                                                   | 13     | Studio Kai, M.S.C                             | Kawaguchi Keiichiro                                        | [ 179 ] |
| 8 tháng 7 - 23 tháng 9        | Nổi loạn!                                                      | Bucchigire!                                       | 12     | Geno Studio                                   | Hirakawa Tetsuo                                            | [ 180 ] |
| 8 tháng 7 - 24 tháng 12       | Samidare của những vì sao                                      | Hoshi no Samidare                                 | 24     | NAZ                                           | Nakanishi Nobuaki                                          | [ 181 ] |
| 8 tháng 7 - 24 tháng 9        | Prima Doll                                                     |                                                   | 12     | Bibury Animation Studios                      | Tensho                                                     | [ 182 ] |
| 8 tháng 7 - 30 tháng 9        | Yofukashi no Uta                                               |                                                   | 13     | LIDENFILMS                                    | Miyanishi Tetsuya (tổng) Itamura Tomoyuki                  | [ 183 ] |
| 9 tháng 7 - 24 tháng 9        | Gia đình của những chiếc bóng (mùa 2)                          | Shadows House 2nd Season                          | 12     | CloverWorks                                   | Ohashi Kazuki                                              | [ 184 ] |
| 9 tháng 7 - 24 tháng 9        | Triệu hồi sư áo đen                                            | Kuro no shōkanshi                                 | 12     | Satelight                                     | Hiraike Yoshimasa                                          | [ 185 ] |
| 10 tháng 7                    | Hồi sinh thế giới (tập đặc biệt)                               | Dr.STONE: Ryusui                                  | 1      | TMS Entertainment                             | Matsushita Shūhei                                          | [ 186 ] |
| 10 tháng 7 - 25 tháng 9       | Những trái tim tối cường                                       | Extreme Hearts                                    |        | Seven Arcs                                    | Nishimura Junji                                            | [ 187 ] |
| 10 tháng 7 - 25 tháng 9       | Hanabi-chan wa Okuregachi                                      |                                                   | 12     | Gaina                                         | Kanazawa Hiromitsu                                         | [ 188 ] |
| 10 tháng 7 - 25 tháng 9       | Hiệu thuốc ở dị giới                                           | Isekai Yakkyoku                                   | 12     | diomedéa                                      | Kusakawa Keizou                                            | [ 189 ] |
| 12 tháng 7 – 27 tháng 9       | Orient: Awajishima Gekitou-hen (phần 2)                        |                                                   | 12     | ACGT                                          | Yanagisawa Tetsuya                                         | [ 190 ] |
| 13 tháng 7 – 19 tháng 10      | Shine Post                                                     |                                                   | 12     | Studio Kai                                    | Oikawa Kei                                                 | [ 191 ] |
| 14 tháng 7 - 29 tháng 6       | Ma vương đi làm!!                                              | Mataraku Maou-sama!!                              | 12     | Studio 3Hz                                    | Tsukushi Daisuke                                           | [ 192 ] |
| 17 tháng 7 - 9 tháng 10       | Love Live! Siêu sao!! (mùa 2)                                  | Love Live! Supterstar!!                           |        | Sunrise                                       | Kyōgoku Takahiko                                           | [ 193 ] |
| 21 tháng 7 - 29 tháng 9       | Dungeon ni deai o motomeru no wa machigatteiru sarō ka (mùa 4) |                                                   | 11     | J.C. Staff                                    | Tachibana Hideki                                           | [ 194 ] |
| 23 tháng 7 - 9 tháng 10       | Cô hầu gái tôi mới thuê gần đây thật đáng ngờ                  | Saikin yatotta maid ga ayashii                    | 11     | SILVER LINK., BLADE                           | Minato Mirai (tổng), Hoshino Misuzu                        | [ 195 ] |
| 28 tháng 7 – 29 tháng 7       | BanG Dream! Morfonication                                      |                                                   | 2      | Sanzigen                                      | Kakimoto Koudai (tổng), Uemetsu Tomomi                     | [ 196 ] |
| 31 tháng 7                    | Utano☆Prince-sama♪ Maji Love ST☆RISH Tours: Tabi no Hajimari   |                                                   | 1      | A-1 Pictures                                  | Nagaoka Chika                                              | [ 197 ] |
| 3 tháng 8 - 11 tháng 1, 2023  | Yoru wa neko to issho                                          |                                                   | 30     | Studio Puyukai                                | Ashina Minoru                                              | [ 198 ] |
| 8 tháng 8 - 17 tháng 10       | Thám tử thành phố Fuuto                                        | Fuuto PI                                          | 12     | Studio Kai                                    | Kabashima Yousuke                                          | [ 199 ] |
| 19 tháng 8                    | D4DJ Double Mix                                                |                                                   | 1      | Sanzigen                                      | Suzuki Daisuke                                             | [ 200 ] |
| 4 tháng 9 - 26 tháng 3, 2023  | Duel Masters Win                                               |                                                   | 29     | Brain's Base                                  | Suzuki Yūsuke                                              | [ 201 ] |
| 27 tháng 9 - 28 tháng 3, 2023 | Chickip Dancers (mùa 2)                                        |                                                   | 26     | Fanworks                                      | Rarecho                                                    | [ 202 ] |
| 30 tháng 9 - 23 tháng 12      | Sư phụ của tôi không có đuôi                                   | Uchi no shishō wa shippo ga nai                   | 13     | LIDENFILMS                                    | Yamamoto Hideyo                                            | [ 203 ] |

### Tháng 10 – tháng 12
| Phát sóng                      | Tựa đề                                                                          | Tựa đề gốc                          | Số tập | Hãng sản xuất                             | Đạo diễn                                 | Ng              |
| ------------------------------ | ------------------------------------------------------------------------------- | ----------------------------------- | ------ | ----------------------------------------- | ---------------------------------------- | --------------- |
| 1 tháng 10 - 17 tháng 12       | Akuyaku reijō nanode Last Boss o katte mimashita                                |                                     | 12     | Maho Film                                 | Habara Kumiko                            | [ 204 ]         |
| 1 tháng 10 – 25 tháng 3, 2023  | Học viện anh hùng (mùa 6)                                                       | Boku no Hero Academia               | 25     | Bones                                     | Nagasaki Kenji (tổng), Mukai Masahiro    | [ 205 ] [ 206 ] |
| 1 tháng 10 - 24 tháng 12       | Kōkyū no karasu                                                                 |                                     | 12     | Bandai Namco Pictures                     | Miyawaki Chizuru                         | [ 207 ]         |
| 1 tháng 10 - 17 tháng 12       | Nōmin kanren no skill bakka agetetara nazeka tsuyoku natta.                     |                                     | 12     | Studio A-Cat                              | Nagahama Norihiko                        | [ 208 ]         |
| 1 tháng 10 - 24 tháng 12       | Spy × Family (phần 2)                                                           |                                     | 13     | Wit Studio, CloverWorks                   | Furuhashi Kazuhiro                       | [ 209 ]         |
| 1 tháng 10 - 24 tháng 12       | Uzaki-chan wa asobitai! ω                                                       |                                     | 13     | ENGI                                      | Miura Kazuya                             | [ 210 ]         |
| 2 tháng 10 - 25 tháng 12       | Berserk: Ōgon Jidai-hen – Memorial Edition                                      |                                     | 13     | Studio 4°C                                | Sano Yuta                                | [ 211 ]         |
| 2 tháng 10 - 26 tháng 2, 2023  | Idolish7: Third Beat! (phần 2)                                                  |                                     | 17     | Troyca                                    | Bessho Makoto                            | [ 212 ]         |
| 2 tháng 10 - 8 tháng 1, 2023   | Kidō Senshi Gundam: Suisei no Majo                                              |                                     | 12     | Sunrise                                   | Kobayashi Hiroshi                        | [ 213 ]         |
| 2 tháng 10 - 11 tháng 12       | Pop Team Epic (mùa 2)                                                           |                                     | 11     | Kamikaze Douga, Space Neko Company        | Aoki Jun                                 | [ 214 ]         |
| 2 tháng 10 - 25 tháng 12       | Yūsha Party o Tsuihou Sareta Beast Tamer, Saikyō Shuzoku Nekomimi Shōjo to Deau |                                     | 13     | EMT Squared                               | Nigorikawa Atsushi                       | [ 215 ]         |
| 3 tháng 10 -                   | Golden Kamuy (mùa 4)                                                            |                                     | 13     | Brain's Base                              | Suguhara Shizutaka                       | [ 216 ]         |
| 3 tháng 10 - 3 tháng 4, 2023   | Mamekichi Mameko NEET no Nichijou                                               |                                     | 48     | Tezuka Production                         | Kuwabara Satoshi                         | [ 217 ]         |
| 3 tháng 10 - 19 tháng 12       | Shinmai Renkinjutsushi no Tenpo Keie                                            |                                     | 12     | ENGI                                      | Ikehata Hiroshi                          | [ 218 ]         |
| 4 tháng 10 - 20 tháng 12       | Meitantei Conan: Hannin no Hanzawa-san                                          |                                     | 12     | TMS/Studio 1                              | Daichi Akitarō                           | [ 219 ]         |
| 4 tháng 10 - 20 tháng 12       | Shinobi no Ittoki                                                               |                                     | 12     | Troyca                                    | Watanabe Shuu                            | [ 220 ]         |
| 5 tháng 10 - 21 tháng 12       | Human Bug Daigaku                                                               |                                     | 12     | DLE                                       | Nishiyama Tsukasa                        | [ 221 ]         |
| 5 tháng 10 - 15 tháng 2, 2023  | Kage no Jitsuryokusha ni Naritakute!                                            |                                     | 20     | Nexus                                     | Nakanishi Kazuya                         | [ 222 ]         |
| 5 tháng 10 - 21 tháng 12       | Tensei shitara ken eshita                                                       |                                     | 12     | C2C                                       | Ishihira Shinji                          | [ 223 ]         |
| 5 tháng 10 - 21 tháng 12       | Yama no Susume Next Summit                                                      |                                     | 12     | 8-Bit                                     | Yamamoto Yūsuke                          | [ 224 ]         |
| 6 tháng 10 - 22 tháng 12       | Do It Yourself!!                                                                |                                     | 12     | Pine Jam                                  | Yoneda Kazuhiro                          | [ 225 ]         |
| 6 tháng 10 - 22 tháng 12       | Mob Psycho 100 Ⅲ                                                                |                                     | 12     | Bones                                     | Tachikawa Yuzuru (tổng), Hasui Takahiro  | [ 226 ]         |
| 6 tháng 10 - 22 tháng 12       | Muv-Luv Alternative (mùa 2)                                                     |                                     | 12     | Yumeta Company, Graphinica, FLAGSHIP LINE | Nishimoto Yukio                          | [ 227 ]         |
| 6 tháng 10 - 22 tháng 12       | Mushikaburi-hime                                                                |                                     | 12     | Madhouse                                  | Iwasaki Tarou                            | [ 228 ]         |
| 7 tháng 10 − 23 tháng 12       | Cuộc Chiến Hầu Gái Akiba                                                        | Akiba Maid Sensou                   | 12     | P.A.WORKS                                 | Masui Souichi                            | [ 229 ]         |
| 7 tháng 10 - 3 tháng 1, 2023   | Reiwa no Di Gi Charat                                                           |                                     | 16     | LIDENFILMS                                | Sakurai Hiroaki                          | [ 230 ]         |
| 7 tháng 10 – 17 tháng 3, 2023  | Megaton-kyū Musashi (mùa 2)                                                     |                                     | 15     | OLM                                       | Hino Akihiro (tổng), Takahashi Shigeharu | [ 231 ]         |
| 8 tháng 10 - 24 tháng 12       | Cuộc phiêu lưu kì lạ của JoJo: Đại dương đá (phần 2)                            | JoJo no kimyō na bōken: Stone Ocean | 12     | david production                          | Suzuki Kenichi (tổng), Kato Toshiyuki    | [ 232 ]         |
| 8 tháng 10 - 24 tháng 12       | Seiken Dendetsu Legend of Mana: The Teardrop Crystal                            |                                     | 12     | Yokohama Animation Laboratory, Graphinica | Jinbo Masato                             | [ 233 ]         |
| 8 tháng 10 - 4 tháng 3, 2023   | Vào Ma Giới rồi đấy! Iruma-kun (mùa 3)                                          | Mairimashita! Iruma-kun             | 21     | BN Pictures                               | Moriwaki Makoto                          | [ 234 ]         |
| 9 tháng 10 - 26 tháng 3, 2023  | Blue Lock                                                                       |                                     | 24     | 8-Bit                                     | Watanabe Tatsuaki                        | [ 235 ]         |
| 9 tháng 10 - 25 tháng 12       | Bocchi the Rock!                                                                |                                     | 12     | CloverWorks                               | Saitō Keiichirō                          | [ 236 ]         |
| 9 tháng 10 - 25 tháng 12       | Fūfu Ijō, Koibito Miman.                                                        |                                     | 12     | Studio Mother                             | Kato Takao                               | [ 237 ]         |
| 9 tháng 10 - 26 tháng 3, 2023  | Yowamushi Pedal Limit Break                                                     |                                     | 25     | TMS/8PAN                                  | Nabeshi Osamu                            | [ 238 ]         |
| 10 tháng 10 - 26 tháng 12      | Peter Grill to Kenja no Jikan Super Extra                                       |                                     | 12     | Wolfsbane, Seven                          | Tatsumi                                  | [ 239 ]         |
| 11 tháng 10 - 27 tháng 12      | Bleach: Huyết chiến ngàn năm                                                    | BLEACH: Sennen Kessen-hen           | 13     | Studio Pierrot                            | Taguchi Tomohisa                         | [ 240 ]         |
| 11 tháng 10 - 28 tháng 3       | Cool Doji Danshi                                                                |                                     | 24     | Studio Pierrot                            | Kon Chiaki                               | [ 241 ]         |
| 11 tháng 10 - 20 tháng 2, 2023 | Eikyū Shōnen Eternal Boys                                                       |                                     | 24     | LIDENFILMS                                | migmi                                    | [ 242 ]         |
| 12 tháng 10 − 28 tháng 12      | Ái Tình Flops                                                                   | Renai Flops                         | 12     | Passione                                  | Nagayama Nobuyoshi                       | [ 243 ]         |
| 12 tháng 10 - 28 tháng 12      | Chainsaw Man                                                                    |                                     | 12     | MAPPA                                     | Nakayama Ryū                             | [ 244 ]         |
| 13 tháng 10 - 29 tháng 12      | Aru Asa Dummy Head ni Natteita Ore-kun no Jinsei                                |                                     | 12     | Ekachi Epilka, INDIVISION                 | Kasai Yoshinobu                          | [ 245 ]         |
| 14 tháng 10 - 24 tháng 3, 2023 | Urusei Yatsura                                                                  |                                     | 23     | david production                          | Takahashi Hideya, Kimura Yasuhiro        | [ 246 ]         |
| 16 tháng 10 - 25 tháng 12      | 4-nin wa Sorezore Uso o Tsuku                                                   |                                     | 11     | Studio Flad                               | Hoshino Makoto                           | [ 247 ]         |
| 23 tháng 10 - 12 tháng 3, 2023 | Fumetsu no anata e (mùa 2)                                                      |                                     | 20     | Drive                                     | Sayama Kiyoko                            | [ 248 ]         |
| 4 tháng 11 - 25 tháng 3, 2023  | KanColle: Itsuka Ano Umi de                                                     |                                     | 8      | ENGI                                      | Miura Kazuya                             | [ 249 ]         |
| 5 tháng 12 - 19 tháng 6        | Boku to Roboco                                                                  |                                     | 28     | Gallop                                    | Daichi Akitarou                          | [ 250 ]         |

## ONA
| Phát hành                | Tựa đề                                                    | Số tập | Hãng sản xuất                     | Đạo diễn                                       | Nguồn   |
| ------------------------ | --------------------------------------------------------- | ------ | --------------------------------- | ---------------------------------------------- | ------- |
| 21 tháng 1 - 28 tháng 1  | Pokemon: Kami to Yobareshi Arceus                         | 4      | OLM Team Kato                     |                                                | [ 251 ] |
| 21 tháng 1               | Tales of Luminaria the Fateful Crossroad                  | 2      | Anima, Kamikaze Douga             | Kato Midori, Kato Shiori                       | [ 252 ] |
| 22 tháng 2               | Uma Musume Pretty Derby 1st Anniversary Special Animation | 1      | Studio Kai                        | Oikawa Kei                                     | [ 253 ] |
| 10 tháng 3               | Kotaro sống một mình                                      | 10     | LIDENFILMS                        | Makino Tomoe                                   | [ 254 ] |
| 28 tháng 3               | Nhà tắm La Mã kiểu mới                                    | 10     | NAZ                               | Tatamitani Tetsuya                             | [ 255 ] |
| 7 tháng 4                | Shenmue the Animation                                     | 13     | Telecom Animation Film            | Suzuki Yū                                      | [ 256 ] |
| 8 tháng 4 - 7 tháng 10   | Tiger & Bunny 2                                           | 25     | Bandai Namco Pictures             | Kase Mitsuko                                   | [ 257 ] |
| 14 tháng 4               | Ultraman (mùa 2)                                          | 6      | Production I.G, Sola Digital Arts | Kamiyama Kenji, Aramaki Shinji                 | [ 258 ] |
| 19 tháng 4               | Pacific Rim: Vùng tối (mùa 2)                             | 4      | Polygon Pictures                  | Hayashi Hiroyuki                               | [ 259 ] |
| 16 tháng 5               | Ma cà rồng trong khu vườn                                 | 5      | Wit Studio                        | Makihara Ryoutarou                             | [ 260 ] |
| 18 tháng 5 – 22 tháng 6  | Pokémon: Yuki Hodokishi Futaai                            | 3      | Wit Studio                        | Yamamoto Ken                                   | [ 261 ] |
| 23 tháng 5               | Vỏ bọc ma: SAC_2045 (mùa 2)                               | 12     | Production I.G, Sola Digital Arts | Kamiyama Kenji, Aramaki Shinji                 | [ 262 ] |
| 14 tháng 6               | HOME!                                                     | 1      | Orange                            | Orikasa Akihiko                                | [ 263 ] |
| 18 tháng 6               | Spriggan                                                  | 6      | david production                  | Kobayashi Hiroshi                              | [ 264 ] |
| 29 tháng 6 - 3 tháng 8   | Ani ni Tsukeru Kusuri wa Nai! 5                           | 12     | Imagineer, Fanworks               | Rarecho                                        | [ 265 ] |
| 30 tháng 6 – 15 tháng 9  | Bastard!!                                                 | 24     | LIDENFILMS                        | Ozaki Takaharu                                 | [ 266 ] |
| 2 tháng 8                | Sekai no Owari ni Shiba Inu to                            |        | DLE                               | Tanigawa Sorosoro                              | [ 267 ] |
| 4 tháng 8                | Học viện đỏ đen: Song sinh                                | 6      | MAPPA                             | Hayashi Yuichiro (tổng đạo diễn), Makita Kaori | [ 268 ] |
| 25 tháng 8               | Rilakkuma: Phiêu lưu tại công viên giải trí               |        | dwaft                             | Kobayashi Masahito                             | [ 269 ] |
| 13 tháng 9               | Cyberpunk: Edgerunners                                    | 10     | Trigger                           | Imaishi Hiroyuki                               | [ 270 ] |
| 14 tháng 9 - 12 tháng 10 | Yojō-han Time Machine Blues                               | 6      | Science SARU                      | Natsume Shingo                                 | [ 271 ] |
| 13 tháng 10              | Exception                                                 |        | Tatsunoko Production, 5 Inc.      | Imaishi Hiroyuki                               | [ 272 ] |
| 22 tháng 11              | Tonikaku Kawaii ~Seifuku~                                 | 1      | Seven Arcs                        | Ikehata Hiroshi                                | [ 273 ] |

## OVA
| Phát hành               | Tựa đề                                                          | Số tập | Hãng sản xuất         | Đạo diễn                       | Nguồn   |
| ----------------------- | --------------------------------------------------------------- | ------ | --------------------- | ------------------------------ | ------- |
| 19 tháng 1              | Kobayashi-san Chi no Mai Dragon S                               | 1      | Kyoto Animation       |                                | [ 274 ] |
| 28 tháng 1              | Hakuouki (OVA 2)                                                | 1      | Studio Deen           | Yamasaki Osamu                 | [ 275 ] |
| 28 tháng 1              | Otome wa boku ni koishiteru: Trinkle Stars                      | 1      | EXNOA                 | Ito Fumio                      | [ 276 ] |
| 25 tháng 2              | Hakuouki (OVA 3)                                                | 1      | Studio Deen           | Yamasaki Osamu                 | [ 275 ] |
| 10 tháng 3              | Mahō Tsukai no Yome: Nishi no Shōnen to Seiran no Kishi (tập 2) | 1      | Studio Kafka          | Terasawa Kazuaki               | [ 277 ] |
| 10 tháng 3              | Totsukuni no Shoujo                                             | 1      | Wit Studio            | Kubo Yūtarō Maiya Satomi       | [ 278 ] |
| 16 tháng 3              | Mushoku Tensei                                                  | 1      | Studio Bind           | Okamoto Manabu                 | [ 279 ] |
| 23 tháng 3              | Arifureta: Yorimichi de Sekai Saikyō (tập 13)                   | 1      | Asread, Studio Mother | Iwanaga Akira                  |         |
| 23 tháng 3              | Non Non Biyori Nonstop                                          | 1      | Silver Link           | Kawatsura Shinya               | [ 280 ] |
| 30 tháng 3 — 29 tháng 6 | Strike the Blood FINAL                                          | 4      | CONNECT               | Yamamoto Hideyo                | [ 281 ] |
| 27 tháng 4              | Yūkoku no Moriarty                                              | 2      | Production I.G        | Nomura Kazuya                  | [ 282 ] |
| 17 tháng 6              | Kaitō Queen wa Circus ga Osuki                                  |        | East Fish Studio      | Den Saori                      | [ 283 ] |
| 24 tháng 6 – 24 tháng 8 | Yūsha, Yamemasu                                                 | 2      | EMT Squared           | Nobuta Yuu(tổng) Ishii Hisashi | [ 284 ] |
| 27 tháng 7              | Sasaki to Miyano                                                | 1      | Studio Deen           | Ishihara Shinji                | [ 285 ] |
| 9 tháng 9               | Mahō Tsukai no Yome: Nishi no Shōnen to Seiran no Kishi (tập 3) | 1      | Studio Kafka          | Terasawa Kazuaki               | [ 277 ] |
| 25 tháng 9              | Arifureta: Bōken to Kiseki no Kaikō                             | 1      | Asread                |                                | [ 286 ] |
| tháng 10                | Nep Nep Darake no Festival                                      | 1      | Okuruto Noboru        | Mukai Masahiro                 | [ 287 ] |
| 25 tháng 11             | Isekai Meikyū de Harem o (OVA 1)                                | 1      | Passione              |                                | [ 288 ] |
| 8 tháng 12              | Onna no Sono no Hoshi                                           | 1      | Lapin Track           | Hatakeyama Mamoru              | [ 289 ] |
| 23 tháng 12             | Isekai Meikyū de Harem o (OVA 2)                                | 1      | Passione              |                                | [ 288 ] |
| Mùa hè                  | Boku no Hero Academia                                           | 2      |                       |                                | [ 290 ] |